# Foot-Ball Club
Foot-Ball Club var en fotbollsklubb bildad i Edinburgh, Skottland år 1824. Medlemmarna samlades under sommaren för att spela en form av fotboll. Klubben är den äldsta kända fotbollsklubben i världen. Den existerade ännu år 1841 men därefter finns inga dokument om klubben. År 2007 återbildades klubben.